# Lactosa
La lactosa (beta-D-galactopiranosil-alfa-D-glucopiranosa) és un tipus de disacàrid. És també conegut com a sucre de llet.
És format per la unió d'una glucosa i una galactosa. Concretament hi intervenen una β-galactopiranosa i una α-glucopiranosa unides pels carbonis 1 i 4 respectivament. Al formar-se l'enllaç entre els dos monosacàrids se'n desprèn una molècula d'aigua. A més aquest compost posseeix l'OH hemiacetàlic per la qual cosa es dona la reacció de Benedict. La lactosa s'anomena també sucre de la llet, ja que apareix a la llet de les femelles dels mamífers en una proporció del 4-5%. La llet de camella, per exemple, és rica en lactosa. Cristal·litza amb una molècula d'aigua d'hidratació, i per això la seva fórmula és: C12H22O11·H2O, 
és a dir, que també se la pot anomenar lactosa monohidrat. El seu pes molecular és 360,32 g/mol

## Absorció i intolerància

Molècula de lactosa, descomposta en glucosa (2) i en galactosa (1)

Els éssers humans necessitem la presència de l'enzim lactasa per a la correcta absorció de la lactosa. Quan l'organisme no és capaç d'assimilar correctament la lactosa, apareixen diverses molèsties l'origen de les quals anomenem intolerància a la lactosa.
Per a la correcta absorció de la lactosa és necessària la presència a l'intestí de l'enzim lactasa, un β-galactosidasa. Els mamífers deixen de produir-lo després de la primera etapa de la vida, amb l'excepció de part de la població humana (i d'algunes races de gats). Aquestes persones són tolerants a la lactosa, ja que el consum de llet va representar un avantatge evolutiu. La lactosa ajuda a l'absorció del calci, permetent la correcta mineralització dels ossos, i posseeix efectes prebiòtics que beneficien la flora intestinal.
Quan l'organisme no és capaç d'assimilar correctament la lactosa, i en funció de la quantitat consumida, poden aparèixer diversos símptomes d'intolerància a la lactosa, com ara dolor abdominal, distensió, borborigmes, diarrea, i fins i tot restrenyiment i vòmits. Tanmateix, el consum de productes lactis per part de persones amb intolerància a la lactosa no produeix danys en el tracte gastrointestinal, sinó que es limita a aquests símptomes transitoris. Una gran part de les persones que creuen tenir intolerància a la lactosa no presenten en realitat malabsorció de lactosa, sinó que els seus símptomes es deuen a la presència de malalties no diagnosticades (com ara la malaltia celíaca, la malaltia inflamatòria intestinal o el sobrecreixement bacterià) o a una al·lèrgia a la llet. Les persones sanes (sense malalties de l'intestí prim) amb deficiència primària o permanent de lactasa poden consumir com a mínim 12 g de lactosa en cada àpat (la quantitat continguda en una tassa de llet) sense experimentar cap símptoma o només símptomes lleus, i aquesta tolerància millora si la llet es consumeix juntament amb els àpats, triant llet baixa en lactosa, substituint la llet per iogurt o formatges curats, o prenent suplements de lactasa. Així mateix, el consum regular d'aliments lactis per part de persones amb deficiència primària de lactasa pot permetre una adaptació favorable dels bacteris del còlon, que poden ajudar a la descomposició de la lactosa, permetent una tolerància progressiva i mantinguda a la lactosa.